# Az Árpád-ház eredetmondái

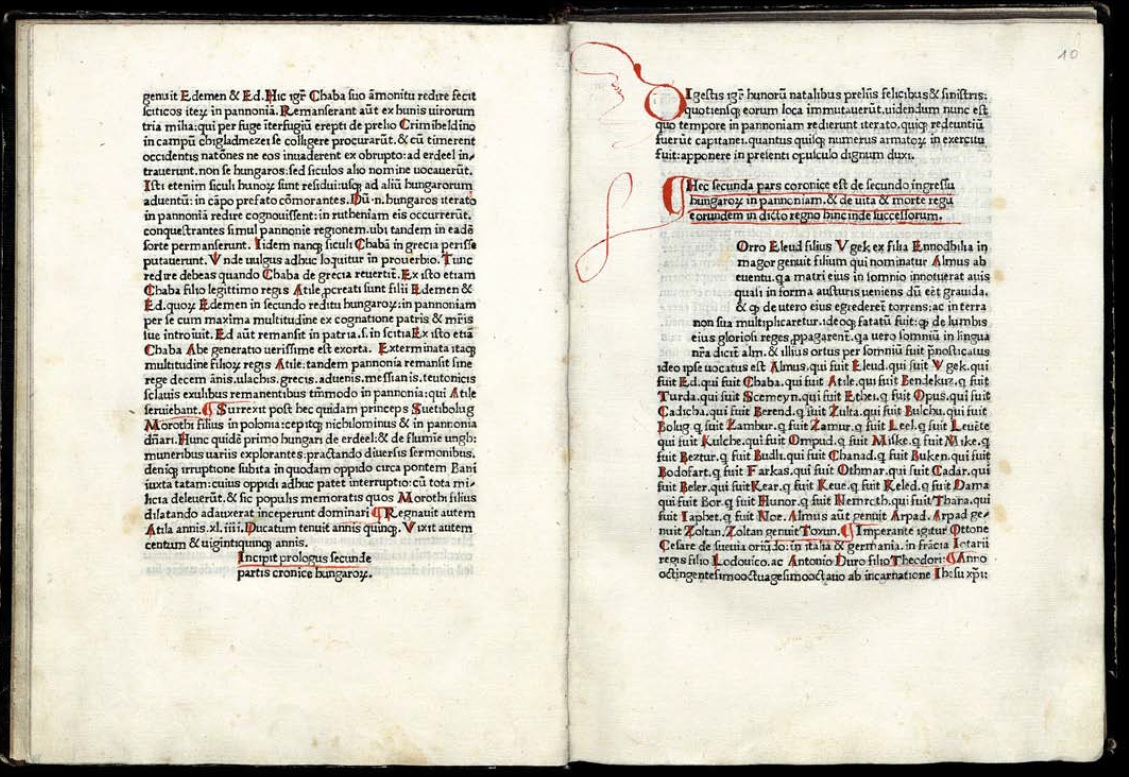
Egy nyomtatott oldal a Budai krónikából

Az Álmos vezér által újraalapított, de fiáról Árpádról elnevezett magyar uralkodó családhoz, az Árpád-házhoz (vagy más néven Turul-nemzetséghez) számos eredetmagyarázó monda kapcsolódik. A meghatározó fontosabb források, a Béla király Névtelen Jegyzője által írt Gesta Hungarorum és a többi ránk maradt krónikaszerkesztmény (Kézai Simon Gesta Hunnorum et Hungarorumja, Budai krónika, Képes krónika, azonban egy évszázadokon keresztül tartó folyamat írásos emlékei, melynek köszönhetően jó néhány ismeretlen krónikaíró és másoló módosításait is tartalmazzák.

## A Nimród-hagyomány
A Turul-ház alapítása a mitológia homályába vész. A legendák, az ősi krónikák és a szájhagyomány szerint az uralkodóház egészen Nimródig, (Ménróth, Nimrud) az Özönvíz utáni világ első királyáig vezethető vissza.  Nimród híres vadász volt, és rendkívüli testi erőt tulajdonítottak neki. Ő kezdte Bábel tornyának építését Mezopotámiában különböző középkori források, például Josephus Flavius és a magyar krónikák szerint. A Biblia nem kapcsolja össze Nimród nevét a toronnyal, de nem is mond ellent a középkori forrásoknak:
Akkor az Úr leszállt, hogy megnézze a várost és a tornyot, amelyet az emberek építettek. 6 Így szólt: Nézzétek, egy népet alkotnak és egy nyelvet beszélnek. Ez csak a kezdete tevékenységüknek. Ezután semmi sem lesz nekik lehetetlen, aminek a megvalósítását elgondolják. 7 Ezért szálljunk le és zavarjuk össze nyelvüket, hogy senki ne értse a másik nyelvét! 8 Az Úr tehát szétszórta őket onnét az egész földön, s abba kellett hagyniuk a város építését.
A történet így folytatódik Kézai Simon mester krónikája szerint:
…vissza kell térnünk Menróth óriásra, ki a nyelvek megkezdődött összezavarodása után Eviláth földére méne, mellyet ez időben Persia tartományának neveznek, és ott nejétől Eneth-től két fiat nemze, Hunort tudniillik és Mogort, kiktől a húnok vagy magyarok származtak. De mivel Menróth óriásnak Enethen kívül mint tudjuk, több neje is volt, kiktől Hunoron és Mogoron kívül több fiakat és leányokat is nemzett; ezen fiai és maradékaik Persia tartományát lakják, termetre és színre hasonlítnak a húnokhoz, csak hogy kissé különböznek a beszédben…

## A csodaszarvas legendája

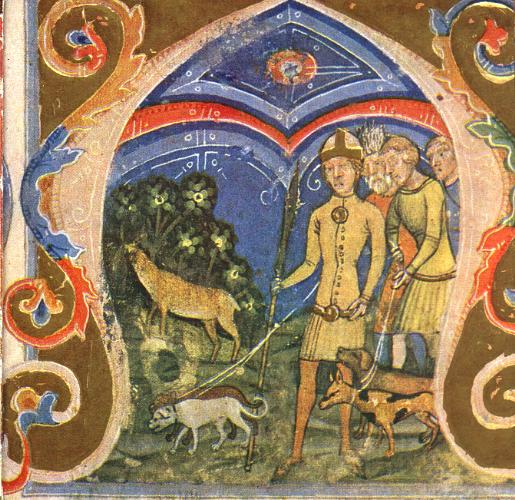
A csodaszarvas, illusztráció a Képes krónikában

Hunor és Magyar a legenda szerint egy csodálatos szarvast üldözve elhagyják királyságukat, és új lakóhelyre, a Meotisz szigetére költöznek, mivel jól védhető, mocsár veszi körül és csak keskeny helyen lehet belé illetve kijutni belőle. Itt hosszú ideig laknak, „amíg a föld már nem bírhatja őket”, és elfoglalják a környező területeket.
A csodaszarvas mondáját legszebben Arany János Rege a csodaszarvasról című költeményével idézhetjük (Buda halála, 6. ének)

## Scytia meghódítása

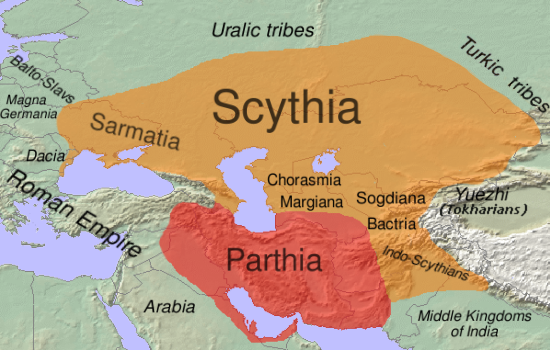
Szküthia területe az 1. században

A Kézai-krónika szerint Hunor és Magor népe, amikor a mai Krím-félszigeten megerősödött, Szövetségben a Dul klánnal elfoglalta Szküthiát (másként Scytia, ejtsd: szkűtia) és 108 tartományra osztotta. Ezek a tartományok hadi szolgálattal tartoztak, mégpedig 10 ezer fegyverest kellett kiállítaniuk tartományonként.
Scythia országa egy területbe van ugyan foglalva, de uralkodásra nézve három országra, Baskar-, Dent- és Magyarországra oszlik. Száznyolcz tartománya van száznyolcz nemzetség miá, a mennyire osztották hajdan Hunor és Mogor fiai, midőn Scythiába berontottak. Mert száznyolcz nemzetségből áll a tiszta Magyarország, s nem többől, s ha tán hozzájok mások is csatlakoztak, azok idegenek, vagy foglyoktól eredtek. Mivel Hunortól és Mogortól a Meotis ingoványban minden jöttmenteken kivűl száznyolcz nemzetség származott volt.
Szcítiának első királya Mágóg volt, a Jáfet fia, és az a nemzet Mágóg királytól nyerte a magyar nevet. Ennek a királynak az ivadékából sarjadt az igen nevezetes és roppant hatalmú Attila király

## Attila

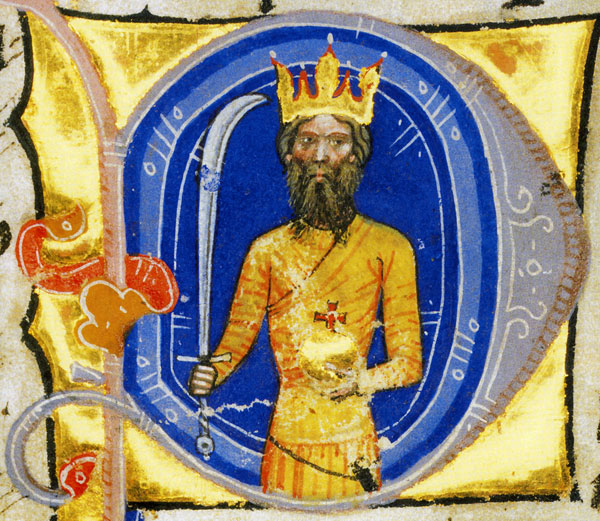
Attila ábrázolása a Képes krónikában

Attila (Ethele, Ethel, Etele, Etel), a hunok vezére valószínűleg 385–388 között született Bendegúz fiaként, a Volga folyam táján. A személynév ugyanaz, mint a Volga akkori török neve (Etel, Etil, Atil). Ilyen értelemben találkozhatunk a szóval Etelköz kapcsán, amely két folyó közét jelenti, melyek közül egyik a Volga. A folyó a kiáradó hatalom gyakori jelképe. (Lásd még az „Emese álma” mítoszt, ahol az Emese méhéből kiáradó folyóból dicső királyok származnak.) 400-ban királlyá választják. Testvére Buda vezér egy ideig társuralkodója. (A hagyomány szerint őróla kapta Buda városa a nevét.) A korhadó Római Birodalomra a hunok mérték az első, soha ki nem hevert csapást. A limest Aquincumnál, a mai Óbudánál áttörő hunok fővárosukat Attila idejében ide, Budára helyezik.
Attila egyesítette először a germán törzseket, birodalma az Uraltól a mai Franciaországig terjedt. Uralkodása egy észak-déli hatalmi egyensúlyt teremtett a korábban teljesen domináns Mediterrániummal szemben.
Cselekedeteit több legenda őrzi. A Nibelung-ének, az Isten kardjának mondája, Aquileia bevételének története a nyeregmáglyával, a catalaunumi csata, vagyis a Népek csatája és a Leó pápával történt találkozása Róma kapui előtt, ahol Isten angyala kéri Attilát, kímélje meg Szent Péter városát, cserébe Isten naggyá teszi utódait. Attila halála köré is legendák szövődtek, miszerint álmában orrvérzésben halt volna meg vagy orgyilkosság áldozata lett volna. Temetése is legendás, a Tiszába süllyesztett hármas koporsó, és a lenyilazott temető rabszolgák történetével. 453-ban hunyt el. Ennek ellentmond, hogy a leírás egy vizigót temetésre utal, ami a hunoknál kevéssé valószínű, inkább Iordanes elképzelését mutatja.

## Attilától Álmosig
Attila halála után a legendák a vérvonalat Attila Réka (Ríka) nevű feleségétől született, Csaba nevű fia viszi tovább, a Csillagösvény legendás királyfija. Más források Ellák, Ernakh (453–503) nevű fiát említik. A kettő valószínűleg ugyanaz a személy. Néha fölmerül Dengitzik neve is.
Csaba királyfi a székely népmondákban hagyományozódott ránk napjainkig, szájról szájra. A székely himnusz is utal rá.
Az Árpád-ház további családfája a krónikáink szerint Csaba fia Ed, Ed fia Ügyek (Ügek), Ügyek fia Előd, Előd fia Álmos. Más krónikák kihagyják Elődöt. Mivel Attila 453-as halála és Álmos 819-es születése közötti időt nehéz lenne kitölteni négy nemzedékkel, a névsor minden bizonnyal hiányos, de előfordulhat az is, hogy az évszámokban történt tévedés, hisz mind a hunoknak, mind magyaroknak megvolt a saját időszámlálásuk, ami nem egyezett meg, például a Római Birodaloméval.

## Álmos születése
Álmos 819-ben született. Édesanyja, Emese, Ügyek felesége. Hozzá fűződik az „Emese álma” mítosz. Így ír erről Anonymus a Gesta Hungarorumában:
…Ügek… …igen nemes vezére volt Szcítiának, aki feleségül vette Dentü-Mogyerban Önedbelia vezérnek Emes nevű leányát. Ettől fia született, aki az Álmos nevet kapta. Azonban isten, csodás eset következtében nevezték el Álmosnak, mert teherben levő anyjának álmában isteni látomás jelent meg turulmadár képében. Egyszersmind úgy tetszett neki, hogy méhéből forrás fakad, és ágyékából dicső királyok származnak, ámde nem a saját földjükön sokasodnak el. Mivel tehát az alvás közben feltűnő képet magyar nyelven álomnak mondják, és az ő születését álom jelezte előre, azért hívták őt szintén Álmosnak. Vagy azért hívták Álmosnak – ami latinul annyi, mint szent –, mivel az ő ivadékából szent királyok és vezérek voltak születendők.
Álmos a magyarok Mózese, aki elvezette a magyarokat az Ígéret földjére, a Kárpát-medencébe, vagyis az Arany szegeletbe. És mint egykoron Mózes az ígért földre Álmos sem teheti be majd lábát, megkezdett munkáját fiának, Árpádnak kell befejeznie.
Álmost később pajzsra emelik, és a hét vezér vérszerződést köt, amelyben mindörökre megfogadják, hogy Álmos leszármazottait, a Turul-ház, vagyis az Árpád-ház tagjait választják uralkodójuknak.